# Telemark-Weltcup 2023/24
Der Telemark-Weltcup 2023/24 war eine vom Weltverband FIS ausgetragene Wettkampfserie im Telemarken. Sie begann am 16. Dezember 2023 in Pinzolo und endete am 22. März 2024 im Pra-Loup.
Den Gesamtweltcup bei den Männer gewann der Franzose Elie Nabot. Bei den Frauen war die Britin Jasmin Taylor erfolgreich.

## Weltcupwertungen

### Gesamt
| Rang | Athlet             | Punkte |
| ---- | ------------------ | ------ |
| 1    | Elie Nabot         | 1171   |
| 2    | Noé Claye          | 1143   |
| 3    | Alexis Page        | 851    |
| 4    | Charly Petex       | 808    |
| 5    | Jacob Alveberg     | 622    |
| 6    | Raphael Mahlknecht | 541    |
| 7    | Olle Collberg      | 462    |
| 8    | Yoann Rostolan     | 460    |
| 9    | Trym Nygaard Løken | 418    |
| 10   | Leonhard Müller    | 331    |

| Rang | Athletin             | Punkte |
| ---- | -------------------- | ------ |
| 1    | Jasmin Taylor        | 1114   |
| 2    | Gøril Strøm Eriksen  | 996    |
| 3    | Laly Chaucheprat     | 913    |
| 4    | Argeline Tan-Bouquet | 899    |
| 5    | Kaja Bjørnstad Konow | 840    |
| 6    | Augustine Carliez    | 635    |
| 7    | Camille Bourbon      | 548    |
| 8    | Lea Lathion          | 498    |
| 9    | Emma Araldsen        | 411    |
| 10   | Maria Heggheim Berge | 403    |

### Classic
| Rang | Athlet             | Punkte |
| ---- | ------------------ | ------ |
| 1    | Noé Claye          | 370    |
| 2    | Elie Nabot         | 301    |
| 3    | Charly Petex       | 279    |
| 4    | Alexis Page        | 265    |
| 5    | Trym Nygaard Løken | 200    |
| 6    | Olle Collberg      | 194    |
| 7    | Jacob Alveberg     | 169    |
| 8    | Alvin Noaksson     | 155    |
| 9    | Yoann Rostolan     | 140    |
| 10   | Raphael Mahlknecht | 135    |

| Rang | Athletin               | Punkte |
| ---- | ---------------------- | ------ |
| 1    | Kaja Bjørnstad Konow   | 370    |
| 2    | Augustine Carliez      | 340    |
| 3    | Laly Chaucheprat       | 294    |
| 4    | Gøril Strøm Eriksen    | 265    |
| 5    | Argeline Tan-Bouquet   | 231    |
| 6    | Jasmin Taylor          | 228    |
| 7    | Emma Araldsen          | 127    |
| 8    | Anna Katharina Kessler | 106    |
| 9    | Martina Wyss           | 100    |
| 9    | Maria Heggheim Berge   | 100    |

### Sprint
| Rang | Athlet             | Punkte |
| ---- | ------------------ | ------ |
| 1    | Elie Nabot         | 565    |
| 2    | Noé Claye          | 453    |
| 3    | Alexis Page        | 397    |
| 4    | Charly Petex       | 363    |
| 5    | Raphael Mahlknecht | 342    |
| 6    | Jacob Alveberg     | 311    |
| 7    | Yoann Rostolan     | 246    |
| 8    | Max Sautter        | 232    |
| 9    | Nicolas Michel     | 200    |
| 10   | Giacomo Bormolini  | 199    |

| Rang | Athletin               | Punkte |
| ---- | ---------------------- | ------ |
| 1    | Jasmin Taylor          | 690    |
| 2    | Gøril Strøm Eriksen    | 490    |
| 3    | Argeline Tan-Bouquet   | 428    |
| 4    | Laly Chaucheprat       | 399    |
| 5    | Camille Bourbon        | 394    |
| 6    | Kaja Bjørnstad Konow   | 336    |
| 7    | Lea Lathion            | 213    |
| 8    | Anne Katharina Kessler | 194    |
| 9    | Maely Vernet           | 193    |
| 9    | Maria Heggheim Berge   | 193    |

### Parallelsprint
| Rang | Athlet             | Punkte |
| ---- | ------------------ | ------ |
| 1    | Noé Claye          | 320    |
| 2    | Elie Nabot         | 305    |
| 3    | Alexis Page        | 189    |
| 4    | Alexi Mosset       | 186    |
| 5    | Charly Petex       | 166    |
| 6    | Romain Beney       | 160    |
| 7    | Jacob Alveberg     | 142    |
| 8    | Alvin Noaksson     | 111    |
| 9    | Maximilian Walcher | 96     |
| 10   | Maxime Mosset      | 95     |

| Rang | Athletin             | Punkte |
| ---- | -------------------- | ------ |
| 1    | Lea Lathion          | 245    |
| 2    | Gøril Strøm Eriksen  | 241    |
| 3    | Argeline Tan-Bouquet | 240    |
| 4    | Laly Chaucheprat     | 220    |
| 5    | Martina Wyss         | 200    |
| 6    | Jasmin Taylor        | 196    |
| 7    | Kaja Bjørnstad Konow | 134    |
| 8    | Emma Araldsen        | 116    |
| 9    | Augustine Carliez    | 111    |
| 10   | Maria Heggheim Berge | 110    |

## Podestplatzierungen Männer

### Classic
| Datum            | Ort            | 1. Platz           | 2. Platz       | 3. Platz       |
| ---------------- | -------------- | ------------------ | -------------- | -------------- |
| 26. Januar 2024  | Melchsee-Frutt | Noé Claye          | Yoann Rostolan | Elie Nabot     |
| 18. Februar 2024 | Ål             | Noé Claye          | Olle Collberg  | Alexis Page    |
| 18. Februar 2024 | Ål             | Charly Petex       | Elie Nabot     | Alexis Page    |
| 15. März 2024    | Livigno        | Trym Nygaard Løken | Noé Claye      | Yoann Rostolan |
| 18. März 2024    | Pra-Loup       | Trym Nygaard Løken | Elie Nabot     | Charly Petex   |

### Sprint
| Datum             | Ort      | 1. Platz           | 2. Platz           | 3. Platz           |
| ----------------- | -------- | ------------------ | ------------------ | ------------------ |
| 16. Dezember 2023 | Pinzolo  | Nicolas Michel     | Noé Claye          | Alexis Page        |
| 17. Dezember 2023 | Pinzolo  | Nicolas Michel     | Alexis Page        | Noé Claye          |
| 17. Januar 2024   | Carezza  | Elie Nabot         | Raphael Mahlknecht | Yoann Rostolan     |
| 18. Januar 2024   | Carezza  | Elie Nabot         | Noé Claye          | Charly Petex       |
| 16. Februar 2024  | Ål       | Charly Petex       | Elie Nabot         | Noé Claye          |
| 13. März 2024     | Livigno  | Noé Claye          | Raphael Mahlknecht | Yoann Rostolan     |
| 14. März 2024     | Livigno  | Noé Claye          | Elie Nabot         | Trym Nygaard Løken |
| 19. März 2024     | Pra-Loup | Trym Nygaard Løken | Alexis Page        | Noé Claye          |

### Parallelsprint
| Datum            | Ort            | 1. Platz     | 2. Platz     | 3. Platz    |
| ---------------- | -------------- | ------------ | ------------ | ----------- |
| 27. Januar 2024  | Melchsee-Frutt | Alexi Mosset | Noé Claye    | Alexis Page |
| 28. Januar 2024  | Melchsee-Frutt | Elie Nabot   | Noé Claye    | Alexis Page |
| 17. Februar 2024 | Ål             | Elie Nabot   | Romain Beney | Noé Claye   |
| 21. März 2024    | Pra-Loup       | Noé Claye    | Romain Beney | Elie Nabot  |

## Podestplatzierungen Frauen

### Classic
| Datum            | Ort            | 1. Platz             | 2. Platz             | 3. Platz            |
| ---------------- | -------------- | -------------------- | -------------------- | ------------------- |
| 26. Januar 2024  | Melchsee-Frutt | Martina Wyss         | Augustine Carliez    | Jasmin Taylor       |
| 18. Februar 2024 | Ål             | Kaja Bjørnstad Konow | Laly Chaucheprat     | Gøril Strøm Eriksen |
| 18. Februar 2024 | Ål             | Kaja Bjørnstad Konow | Augustine Carliez    | Laly Chaucheprat    |
| 15. März 2024    | Livigno        | Argeline Tan-Bouquet | Laly Chaucheprat     | Jasmin Taylor       |
| 18. März 2024    | Pra-Loup       | Augustine Carliez    | Kaja Bjørnstad Konow | Gøril Strøm Eriksen |

### Sprint
| Datum             | Ort      | 1. Platz             | 2. Platz             | 3. Platz             |
| ----------------- | -------- | -------------------- | -------------------- | -------------------- |
| 16. Dezember 2023 | Pinzolo  | Jasmin Taylor        | Laly Chaucheprat     | Camille Bourbon      |
| 17. Dezember 2023 | Pinzolo  | Jasmin Taylor        | Camille Bourbon      | Gøril Strøm Eriksen  |
| 17. Januar 2024   | Carezza  | Jasmin Taylor        | Ella Strøm Eriksen   | Kaja Bjørnstad Konow |
| 18. Januar 2024   | Carezza  | Jasmin Taylor        | Augustine Carliez    | Ella Strøm Eriksen   |
| 16. Februar 2024  | Ål       | Gøril Strøm Eriksen  | Argeline Tan-Bouquet | Camille Bourbon      |
| 13. März 2024     | Livigno  | Argeline Tan-Bouquet | Jasmin Taylor        | Camille Bourbon      |
| 14. März 2024     | Livigno  | Kaja Bjørnstad Konow | Jasmin Taylor        | Laly Chaucheprat     |
| 19. März 2024     | Pra-Loup | Gøril Strøm Eriksen  | Jasmin Taylor        | Laly Chaucheprat     |

### Parallelsprint
| Datum            | Ort            | 1. Platz            | 2. Platz             | 3. Platz             |
| ---------------- | -------------- | ------------------- | -------------------- | -------------------- |
| 27. Januar 2024  | Melchsee-Frutt | Martina Wyss        | Laly Chaucheprat     | Gøril Strøm Eriksen  |
| 28. Januar 2024  | Melchsee-Frutt | Martina Wyss        | Lea Lathion          | Augustine Carliez    |
| 17. Februar 2024 | Ål             | Gøril Strøm Eriksen | Argeline Tan-Bouquet | Jasmin Taylor        |
| 21. März 2024    | Pra-Loup       | Jasmin Taylor       | Lea Lathion          | Argeline Tan-Bouquet |